# Riyo Mori
Riyo Mori, née le 24 décembre 1986 à Shizuoka, est un mannequin japonais, devenue Miss Univers 2007.

## Biographie
Mori est née le 24 décembre 1986 à Shizuoka au (Japon), est une enfant unique. Elle commence à danser à l'âge de 4 ans.
Elle a étudié à l'École de ballet Quinte au Canada et est diplômée de la Centennial Secondary School de Belleville (Canada). Sa famille la soutient du Japon où elle revient à ses 12 ans. Mori parle couramment japonais et anglais.

### Début de carrière
Elle intègre un théâtre de danse au Japon lorsqu’elle a 16 ans, et se fait alors remarquer par un photographe anglais qui lui propose de faire un shooting pour être modèle photos pour une agence de mannequins, ce que ses parents refusent.
Mori désirait s'essayer au monde de la mode mais trop réservée et plutôt garçon manqué, ses parents tiennent à la protéger.

### Miss Japon puis Miss Univers
En 2007, Riyo Mori est élue Miss Japon en janvier 2007 avec le soutien de ses parents et décroche donc un ticket pour participer à l’élection de Miss Univers.
Le 15 mars 2007, elle est élue Miss Univers à Mexico. Ses dauphines sont Miss Brésil, Miss Venezuela, Miss Corée et Miss USA.
Elle est la deuxième Japonaise élue Miss Univers, après Akiko Kojima en 1959.